# Empresas UC
El holding Sociedad Empresas UC S.A., más conocido como Empresas UC, es un grupo empresarial chileno de propiedad de la Pontificia Universidad Católica de Chile. 
Este tiene como misión servir de matriz administrativa a todas las empresas (ya existentes o futuras) donde esta casa de estudios tenga una participación significativa. 
A partir de la Rectoría del Sr. Ignacio Sánchez, el holding se re organiza en la Prorrectoría de Gestión Institucional, disolviéndose la sociedad Empresas UC.

## Empresas del holding

### Medio de Comunicación
- Medios Australes S.A. (Desarrollo)

### Ingeniería
- DICTUC S.A. (Consultora y certificadora)

### Financiero
- Gestora de Créditos UC S.A.

### Inmobiliario
- Inmobiliaria UC S.A.

### Educación
- Duoc UC
- Teleduc
- BostonEduca
- CapacitaUC S.A (Capacitación interna)
- DICTUC Capacitación S.A.
- San Sebastián UC S.A.
- Preuniversitario UC

### Transporte
- Transportes y Servicios UC S.A.

### Servicios médicos
- Red de Salud UC CHRISTUS
- Hospital Clínico de la Universidad Católica

### Alimentación
- Alisa S.A.